# Rouffignac-de-Sigoulès
 Rouffignac-de-Sigoulès  (en occitano Rofinhac del Sigolés) es una población y comuna francesa, situada en la región de Aquitania, departamento de Dordoña, en el distrito de Bergerac y cantón de Sigoulès.

## Demografía
| 279 | 253 | 263 | 281 | 282 | 284 |
| Para los censos de 1962 a 1999 la población legal corresponde a la población sin duplicidades (Fuente: INSEE [Consultar]) |     |     |     |     |     |